# آراندا، قلمرو پایتختی استرالیا
آراندا (به انگلیسی: Aranda) یک حومه شهر در استرالیا است که در قلمرو پایتختی استرالیا واقع شده‌است.